# Бризеник, Хартмут
Хартмут Бризеник (нем. Hartmut Briesenick; 17 марта 1949, Луккенвальде, Бранденбург, Советская зона оккупации Германии — 8 марта 2013) — восточногерманский легкоатлет, немецкий (ГДР) легкоатлет, бронзовый призёр Олимпийских игр 1972 года в Мюнхене в толкании ядра.

## Спортивная карьера
Выступал за берлинское «Динамо», тренировался у Вилли Кюля.
В 1969—1972 годах становился четырёхкратным чемпионом ГДР в зале и четырёхкратным чемпионом на открытом воздухе (1971, 1971, 1973 и 1974): трехкратный Чемпион Европы в помещении (1970—1972). На летних Олимпийских играх в Мюнхене (1972) завоевал бронзовую медаль, дважды становился чемпионом Европы (1971 и 1974).
В 1978 году завершил свою спортивную карьеру, работал тренером юниоров в клубе Динамо (Берлин). После объединения Германии работал в кампании, производящей спортивное оборудование.